# St. Elisabeth (Grave)

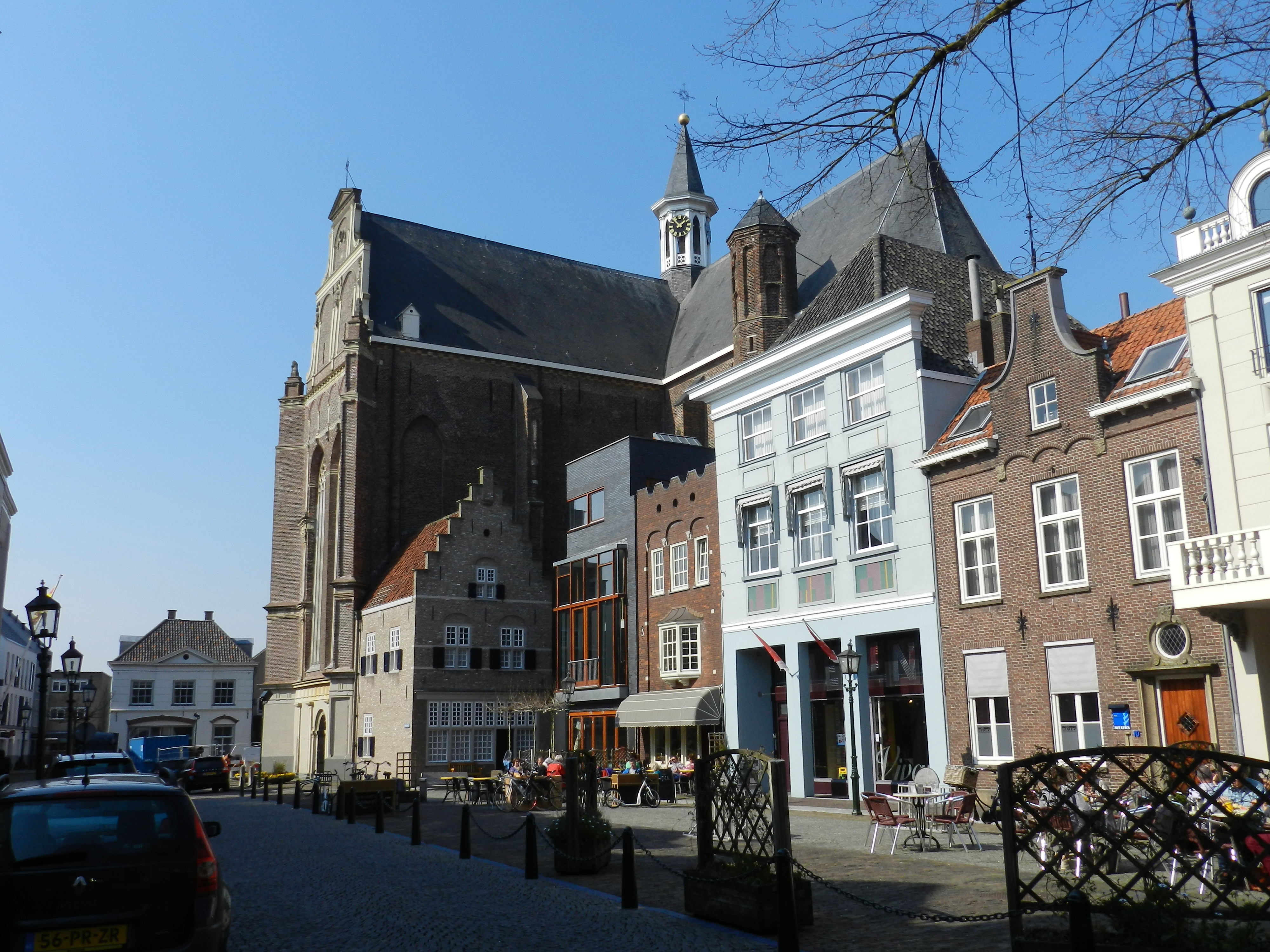
St. Elisabeth (Grave)

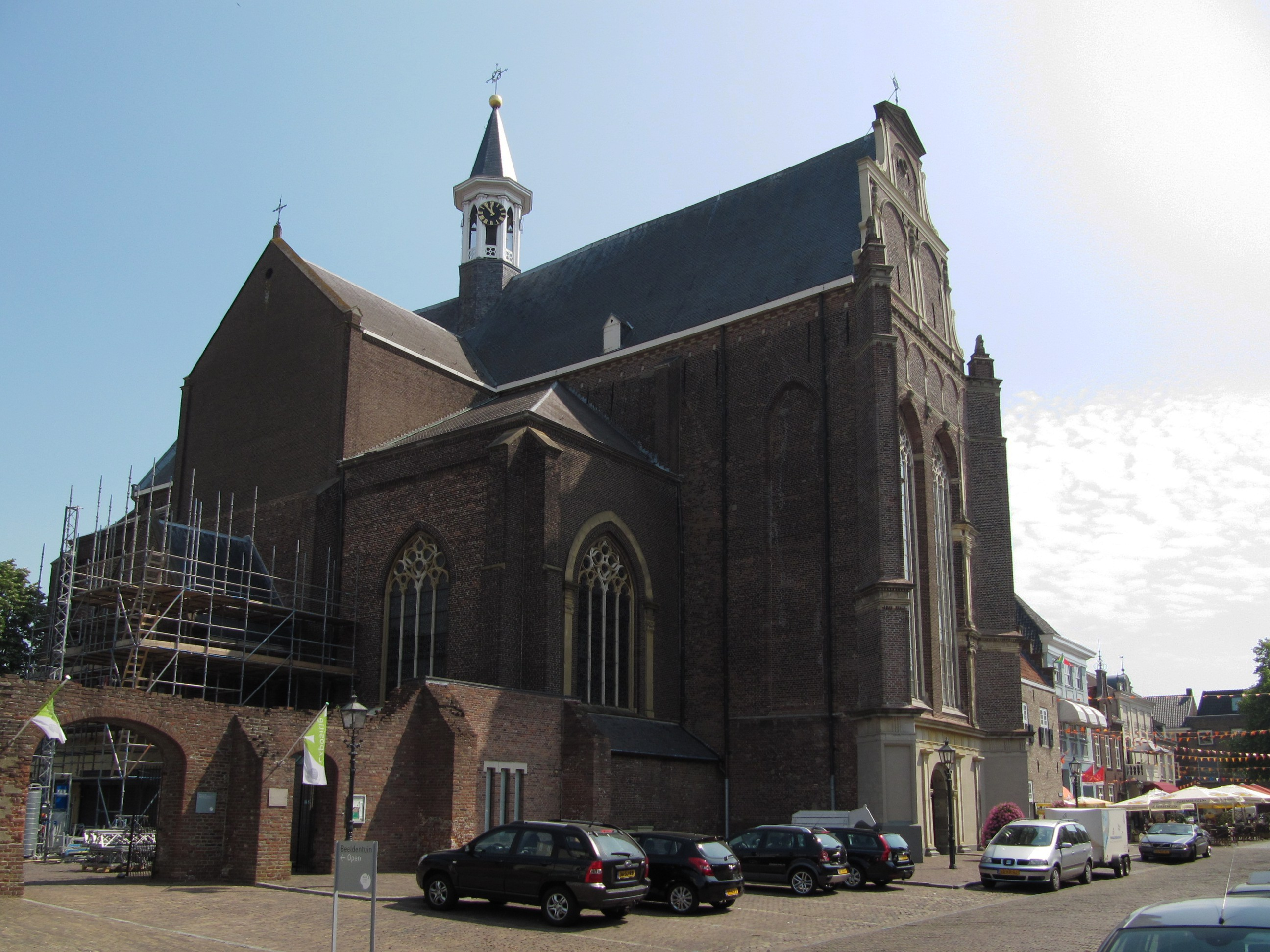
Südwestansicht

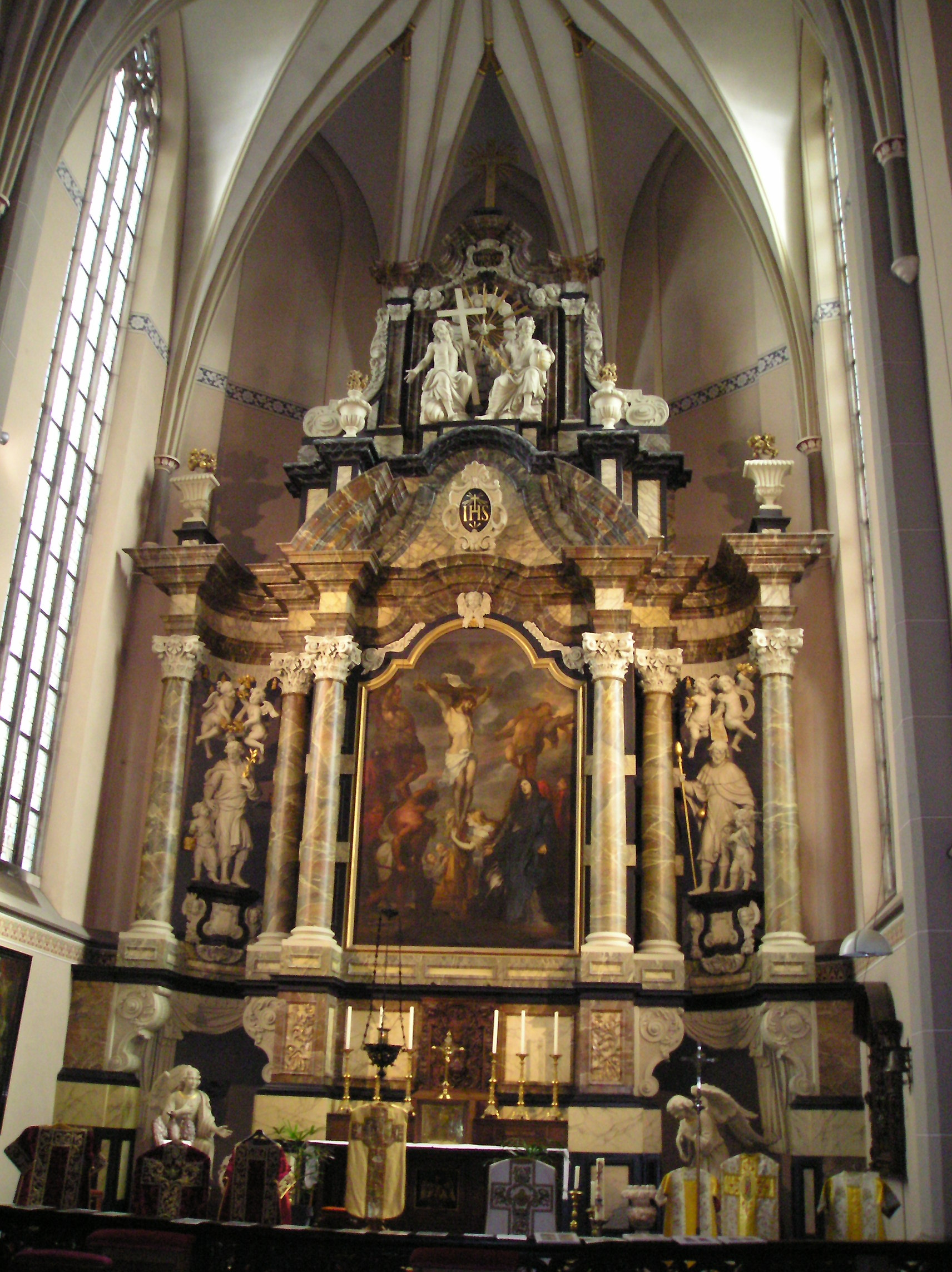
Chor mit Altar

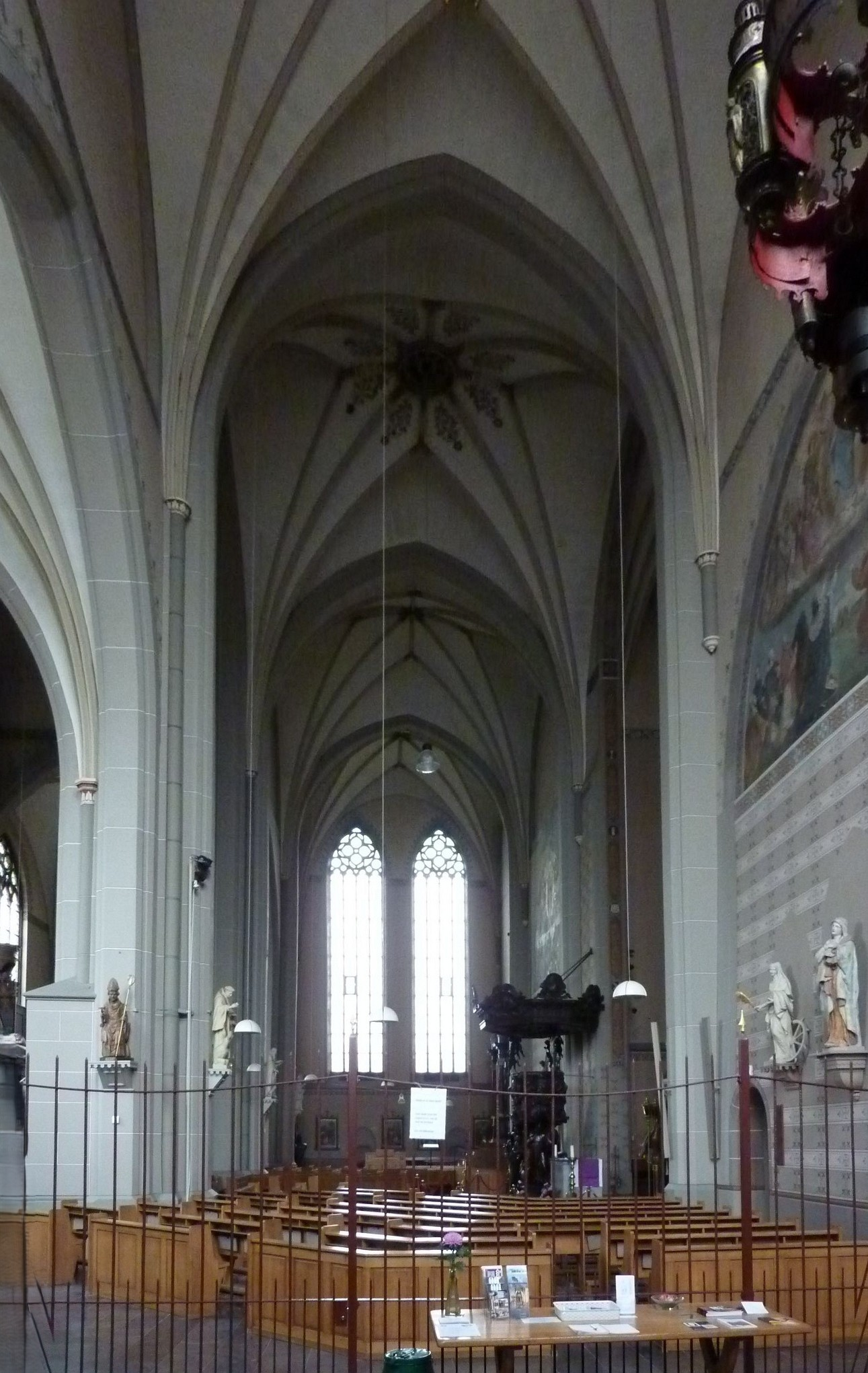
Blick ins Querschiff

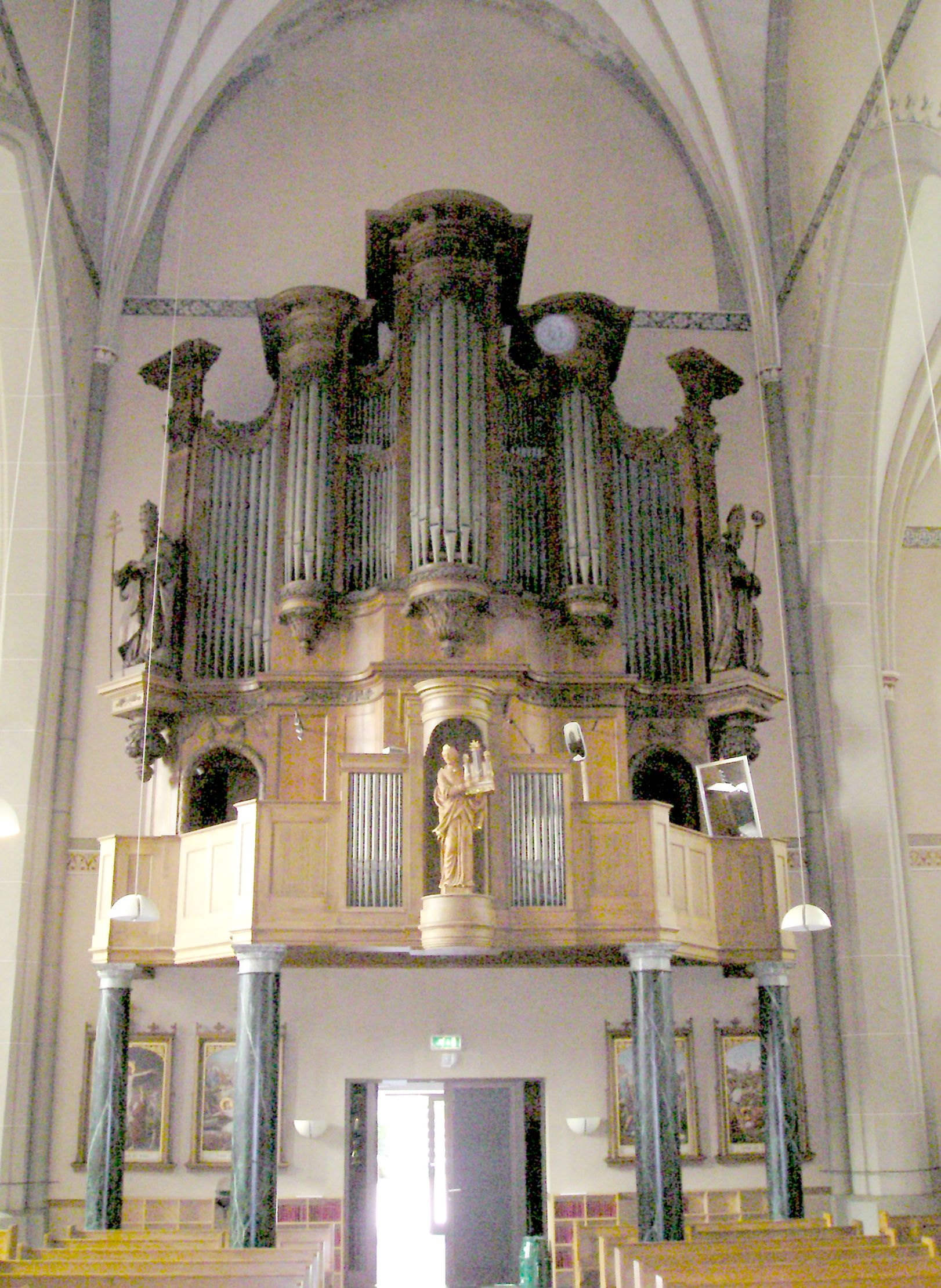
Orgelprospekt mit Rückpositiv

Die Kirche St. Elisabeth ist die älteste römisch-katholische Kirche in Grave in der niederländischen Provinz Noord-Brabant. Die gotische Backsteinkirche gehört zum Bistum ’s-Hertogenbosch und ist ein geschütztes Kulturdenkmal.

## Geschichte
Wahrscheinlich um 1240 wurde an dieser Stelle eine romanische Kirche unter der Herrschaft von Hendrik III. von Cuijk gegründet. Sie wurde der heiligen Elisabeth von Thüringen (1207–1231) gewidmet, die einige Jahre zuvor, im Jahr 1235, von Papst Gregor IX. heiliggesprochen wurde.
Die Kirche wurde über eine lange Zeit erbaut und 1308 zur Stiftskirche erhoben. Wahrscheinlich dank Jutta van Nassau, der zweiten Frau von Jan I. van Cuijk, die 1308 starb, erwarb die Kirche 1312 einige Reliquien der Heiligen Elisabeth.
Die Kirche wurde beim Stadtbrand von 1415 zerstört. Als die heutige Kirche in den Jahren 1979–1989 restauriert wurde, wurden die Fundamente der ursprünglichen Kirche aufgefunden.
Nach dem Brand wurde die Kirche zunächst provisorisch repariert, aber unter Arnold von Egmond, Herzog von Geldern von 1423 bis 1474, wurde die Kirche wieder aufgebaut und von 1506 bis 1516 vergrößert und 1535 um hohe Kreuzarme erweitert. So wurde sie zur größten kreuzförmigen Kirche in den heutigen Niederlanden. Hinter den Kreuzarmen befanden sich fünf niedrige Seitenschiffe und es gab auch siebzehn Altäre.
Da Grave eine befestigte Stadt war, wurde sie immer wieder belagert, wobei die Kirche großen Schaden erlitt. Im Jahr 1577, während des Achtzigjährigen Krieges, wurde Grave von den Spaniern erobert. Die Kirche wurde dann evangelisch. Nach der Rückeroberung von Grave durch Spanien, war die Kirche von 1586 bis 1602 wieder katholisch. Schließlich wurde Grave 1602 erneut von den Protestanten unter Prinz Moritz von Oranien erobert, woraufhin die Kirche für fast zwei Jahrhunderte in reformierte Hände kam. Im Jahr 1798 wurde sie an die Katholiken zurückgegeben. Im Jahr 1674, während der Belagerung, die die französische Besatzung beendete, wurden die Turmspitze und ein Teil des Kirchenschiffs zerstört, und auch die Belagerung von 1794 verursachte schwere Schäden. Bischof Joannes van Velde tot Melroy en Sart-Bomal, seit 1802 in Grave ansässig, sorgte dafür, dass die Kirche vorläufig repariert und die Inneneinrichtung mit in Flandern gekauften Kirchenmöbeln ergänzt wurde.
Im Jahr 1874 schlug ein Blitz in den Turm ein und er stürzte ein. Für die Restaurierung wurde kein Geld zur Verfügung gestellt und es folgte der Abriss. Der Kirche, obwohl immer noch von beeindruckender Größe, fehlt nun der westliche Teil, so dass sie hauptsächlich aus Chor und Querschiff besteht. Im Jahr 1971 wurde die Kirche wegen ihres schlechten Zustandes geschlossen und 1974 begannen die Restaurierungsarbeiten. Im Jahr 1981 wurde die Kirche wieder eröffnet.
Im Jahr 2002 wurde die zweite Kirche von Grave, die Himmelfahrtskirche, geschlossen und die Himmelfahrtsgemeinde schloss sich der Elisabeth-Gemeinde an. Die Glocke der Himmelfahrtskirche wurde in einem Glockenturm an der Stelle platziert, wo einst der Turm der St. Elisabeth-Kirche gestanden hatte.

## Bauwerk
Das Gebäude besteht hauptsächlich aus dem Chor und dem Querschiff einer spätgotischen Kreuzbasilika. Der Chor stammt aus den Jahren 1506–1516, die Querschiffe aus der Mitte des 16. Jahrhunderts. Das südliche Querschiff hat einen Renaissance-Giebel aus dem Jahr 1535, entworfen von Alessandro Pasqualini. An der Westseite sind noch die Reste des ehemaligen Turms zu sehen, und das Pflaster zeigt die Umrisse der ehemaligen Kirche. Es gibt auch einen modernen Anbau, der von Walter Kramer entworfen wurde, der die Restaurierung überwachte.
An der Nordseite der Kirche befindet sich in der Fassade ein Relief, das die Verkündigung darstellt.

## Umgebung
An die Kirche sind Häuser gebaut worden. Auf der Straße hinter der Kirche, an der Ostseite der Kirche, wurden einige Häuser zwischen den Strebepfeilern der Kirche gebaut. Diese wurden 1907 abgerissen. Ein Stufengiebel, genannt De Kerkleuner, wurde anhand eines Stichs von 1732 rekonstruiert.

## Inneres
- Der Hauptaltar, der aus Flandern stammt, ist im Barockstil gehalten, aus Marmor hergestellt, vom Anfang des 18. Jahrhunderts. Das Altarbild ist eine Kopie der Kreuzigung von Anthonis van Dyck, die sich in der St.-Rombouts-Kathedrale in Mecheln befindet. Zwei Seitenaltäre stammen aus der gleichen Zeit.
- Reliquienschrein am Hauptchor, aus dem Jahr 2015, gestaltet nach mittelalterlichem Vorbild, mit Reliquien der heiligen Elisabeth.
- Die Kommunionbank ist aus Flandern und stammt aus dem Jahr 1758.
- Die Kanzel, aus der Zeit um 1700, wurde von dem Antwerpener Künstler Ludovicus Willemsen angefertigt. Unter der Kanzel steht eine lebensgroße Statue des Franz von Assisi.
- Zwei Beichtstühle aus dem Jahr 1713
- Grabmal von Arnold van Egmond (1410–1473), Herzog von Geldern, aus dem Jahr 1802, das das vorherige, 1794 zerstörte Grabmal ersetzt.
- Verschiedene Grabsteine, unter anderem für Joannes van Velde tot Melroy und Sart-Bomal, der barocke Kirchenmöbel aus Flandern nach Grave bringen ließ.
- Die Orgel wurde 1846 vom Orgelbauer Franciscus Cornelius Smits aus Reek gebaut und hat 18 Register auf zwei Manualen mit angehängtem Pedal.[2]
- Eine Palmenholzstatue der Jungfrau Maria (Antwerpen, 1660) aus dem 17. Jahrhundert im Tabernakel, eine Jakobsstatue aus dem 16. Jahrhundert und verschiedene Statuen und Skulpturengruppen aus der ersten Hälfte des 18. Jahrhunderts.
- Wandmalereien, die 1902 und 1906 von J.M. Hermans nach einem Entwurf von Pierre Cuypers angebracht wurden, der selbst auch abgebildet ist.
- Gemälde:
  - Porträt des Bischofs Joannes van Velde del Melroy, der von 1802 bis 1811 als Vikar in Grave tätig war;
  - Eine Gruppe von Kanonikern der Elisabethkirche und Beginen des Mariengrabes am Fuße des Kreuzes, von 1528;
  - Blumenstück, von Daniel Seghers, zwischen 1625 und 1650;
  - Porträt von Dekan Gisbertus Molanus, aus dem Jahr 1612;
  - Gedenktafel für Jacob de Haan, aus dem Jahr 1528.